# Grächen
Grächen je obec v německy mluvící části švýcarského kantonu Valais, v okrese Visp. Žije zde přibližně 1 300 obyvatel.

## Geografie
Grächen se nachází v nadmořské výšce 1619 metrů na terase nad sousední obcí St. Niklaus v údolí Mattertal, severně od pohoří Mischabel a vrcholu Dom. Směrem na jih sousedí Grächen s osadou Gasenried v katastru obce St. Niklaus. Ke Grächenu patří osada Kipfen/Chipfe mezi hlavní silnicí Stalden–Täsch a řekou Mattervispa. Grächen se nachází v oblasti s nejnižšími srážkami ve Švýcarsku i v Alpách.

## Historie

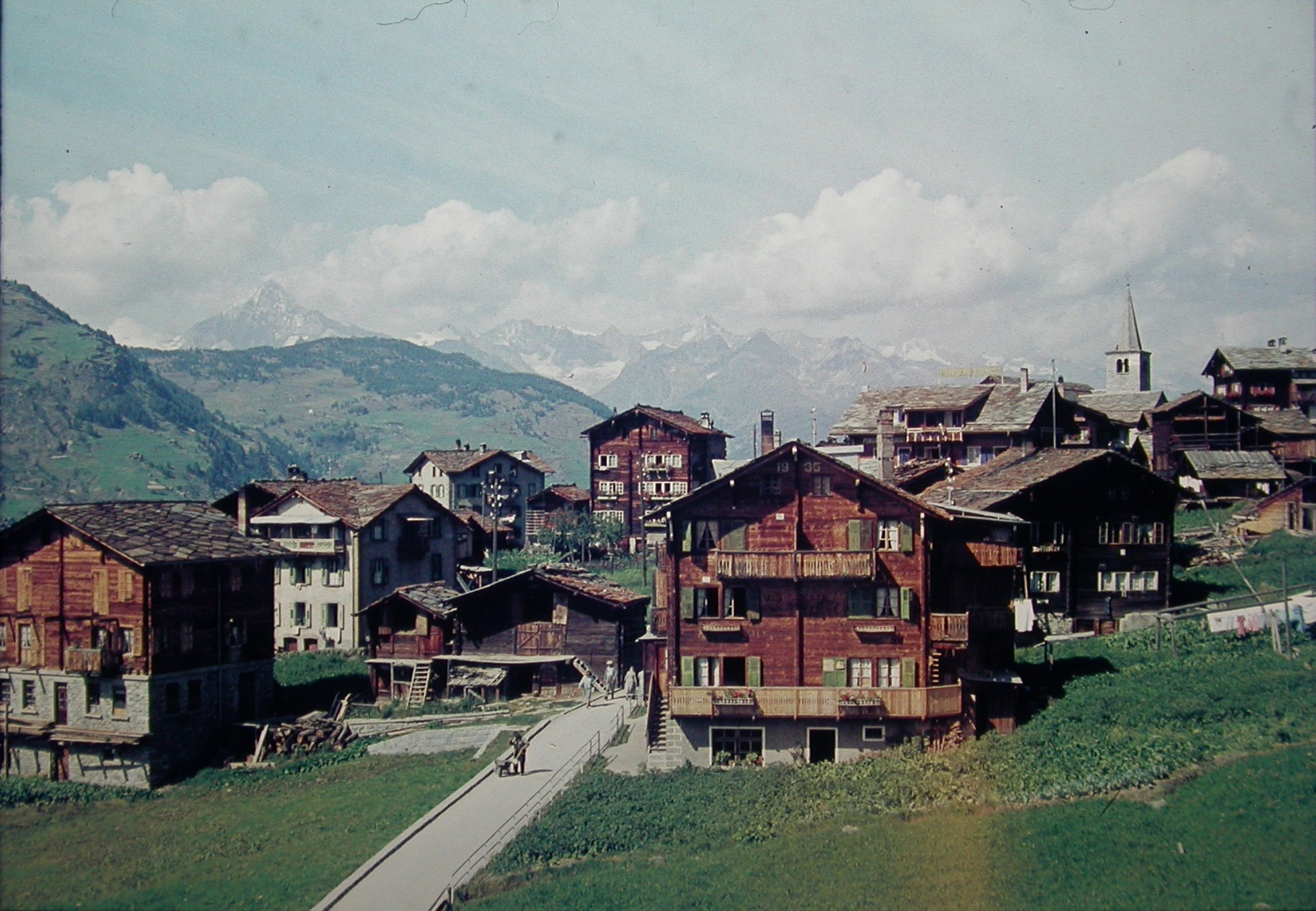
Grächen v roce 1959

Obec je poprvé zmiňována v roce 1210 ve slovním spojení de Grachan.  Další zmínka pochází z roku 1295 jako de Grangiis a z roku 1307 jako Grenekun. V roce 1433 byla postavena samostatná kaple ke cti svatého Jakuba, která byla v roce 1704 rozšířena na kostel. V roce 1750 se Grächen zcela oddělil od farnosti Stalden. V roce 1935 byl postaven současný kostel.
Zemědělství (především pěstování brambor, žita a ječmene) bylo často obtížné, zejména v 1. polovině 17. století, kdy obilí nedozrávalo kvůli extrémním obdobím veder.  Po staletí se voda z ledovce Riedgletscher nebo potoka Riedbach v obci St. Niklaus používala k zavlažování prostřednictvím čtyř Fuhren neboli vodovodů, na loukách a dříve i na polích. Nejstarší a nejdelší vodovod v Grächenu se nazývá Eggeri. Odvádí ledovcovou vodu do oblasti Bärgji pod Hannigalpem. Některé z vodních kanálů se dosud používají k zavlažování luk. Ještě v polovině 20. století se v Grächenu pěstovalo obilí, zejména žito.

## Obyvatelstvo
| Rok            | 1850 | 1900 | 1950 | 2000 | 2010 | 2012 | 2014 | 2016 |
| Počet obyvatel | 338  | 389  | 665  | 1254 | 1400 | 1408 | 1382 | 1313 |

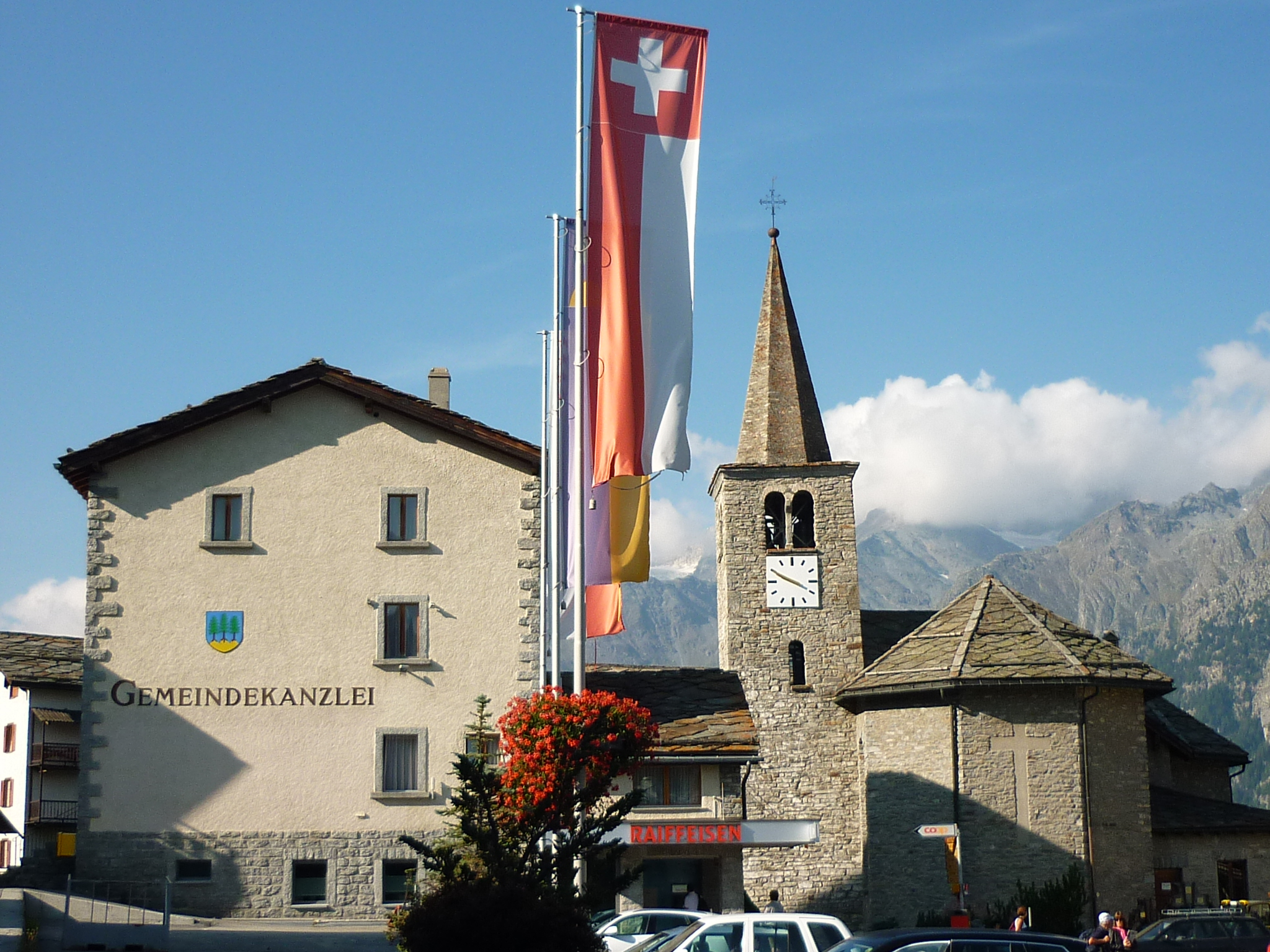
Náměstí Dorfplatz

V roce 2000 hovořilo 98,0 % obyvatel obce německy. K římskokatolické církvi se hlásí 93,0 % obyvatel.

## Hospodářství a doprava

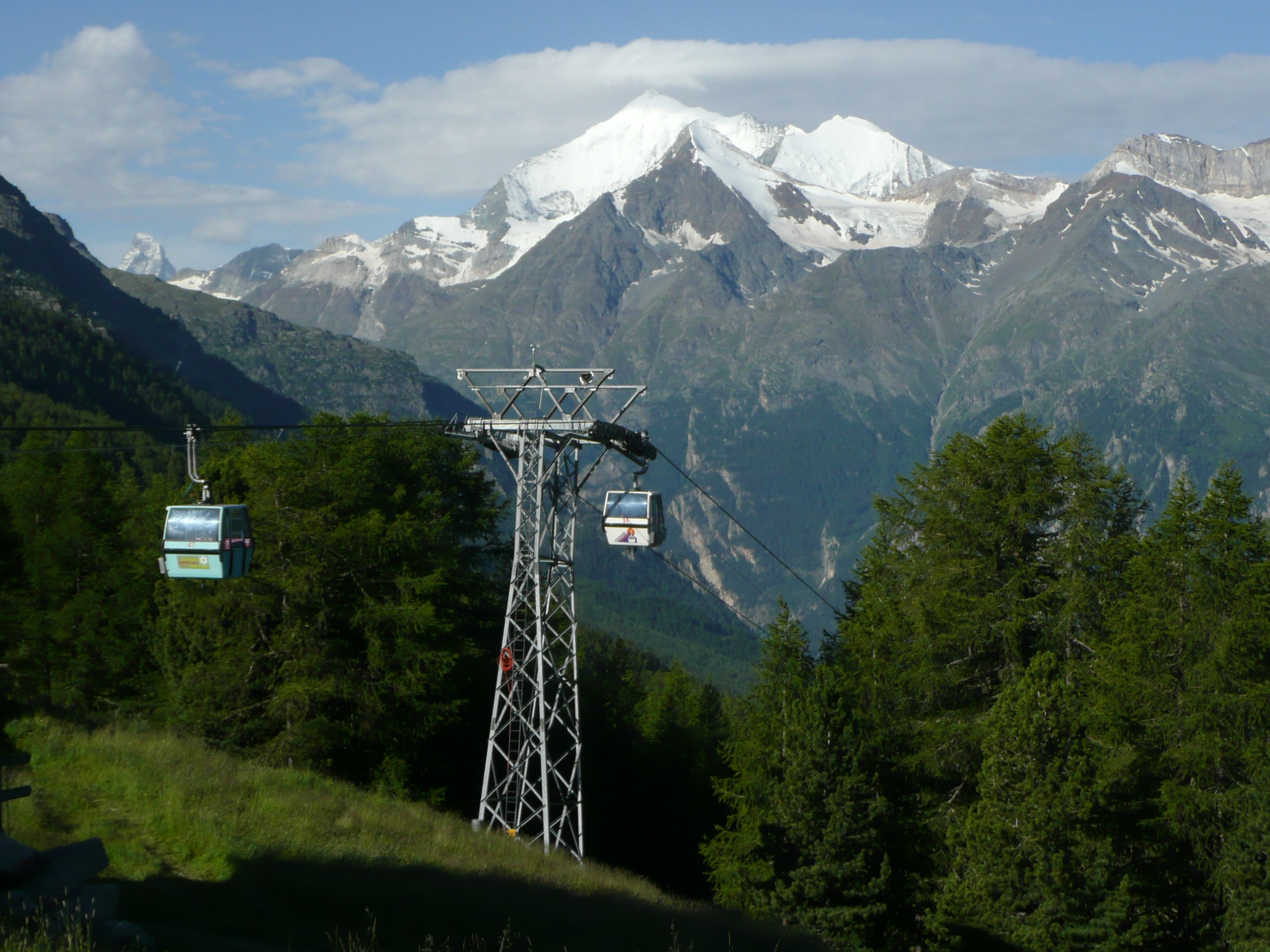
Lanovka Hannigalpbahn

Grächen je od roku 1953 spojen s obcí St. Niklaus kantonální silnicí. Na rozdíl od Zermattu, Bettmeralpu a Saas-Fee není Grächen obcí zcela bez automobilů; Niedergrächen a severní část obce jsou přístupné autem. Ve většině Grächenu včetně centra obce je však provoz aut vyloučen a je zde povolen vjezd pouze elektromobilům. K dispozici je velké vícepodlažní parkoviště. Grächen je obsluhován veřejnou dopravou. Železnice Matterhorn Gotthard Bahn jezdí z Brigu a Vispu do St. Niklaus. Do Grächenu vozí cestující po přestupu z vlaku poštovní autobus. O víkendech jezdí další přímé spoje z Vispu. Všechny spoje objednává Matterhorn Gotthard Bahn a provozuje je společnost PostBus.
Grächen je oblíbeným místem rodin pro letní i zimní dovolenou. V roce 2003 bylo v hotelech, chatách a rekreačních bytech zaznamenáno asi 400 000 přenocování (60 % v zimě, 40 % v létě).
V průběhu 20. století se obec změnila ze zemědělské komunity na turistickou destinaci díky blízkosti Zermattu a Saas-Fee. V letech 1987, 2006 a 2017 obec hostila mistrovství světa v jízdě na skibobech. V obci jsou v provozu visuté lanovky na Hannigalp a Seetalhorn.

## Fotogalerie

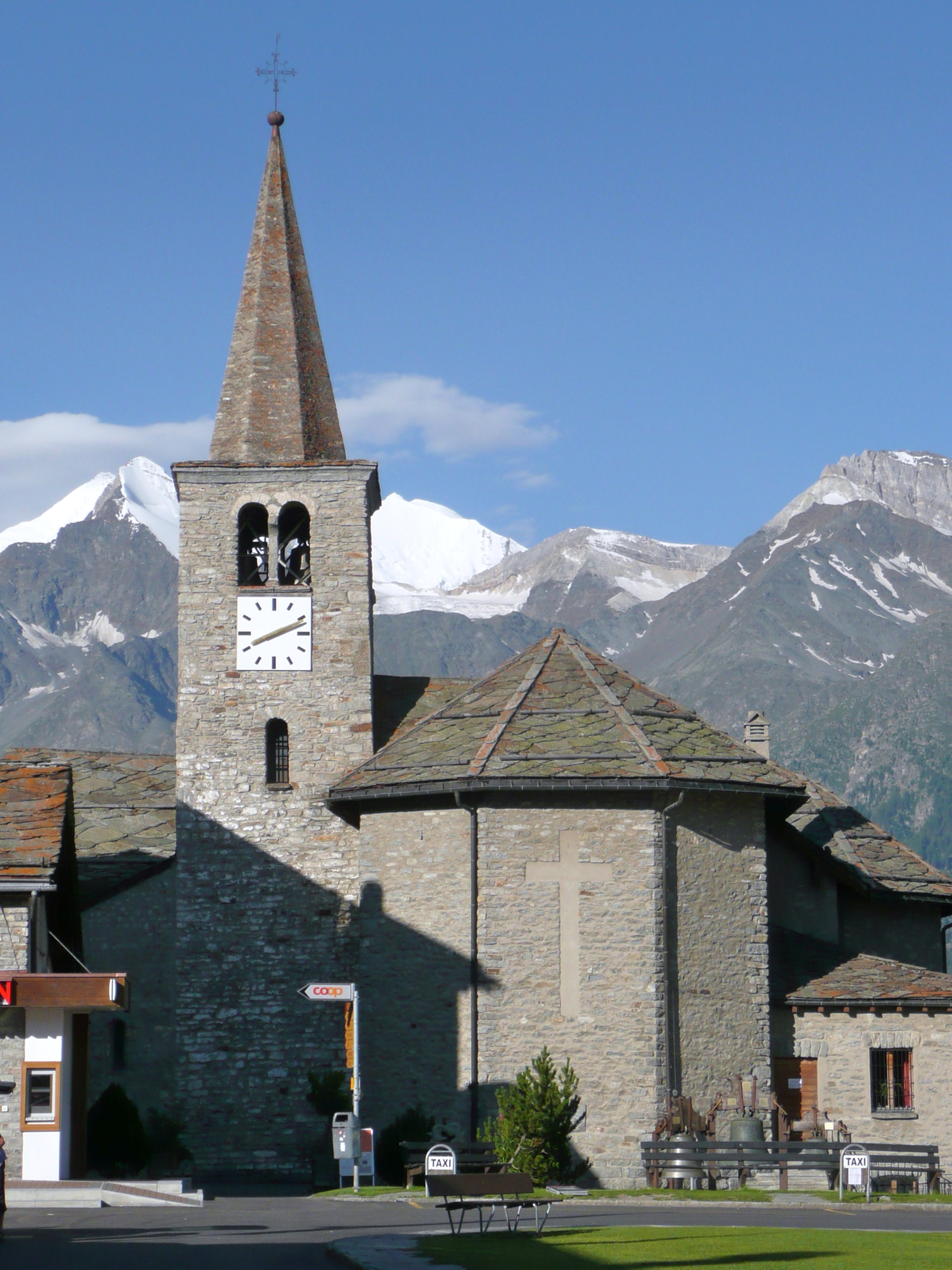
Kostel
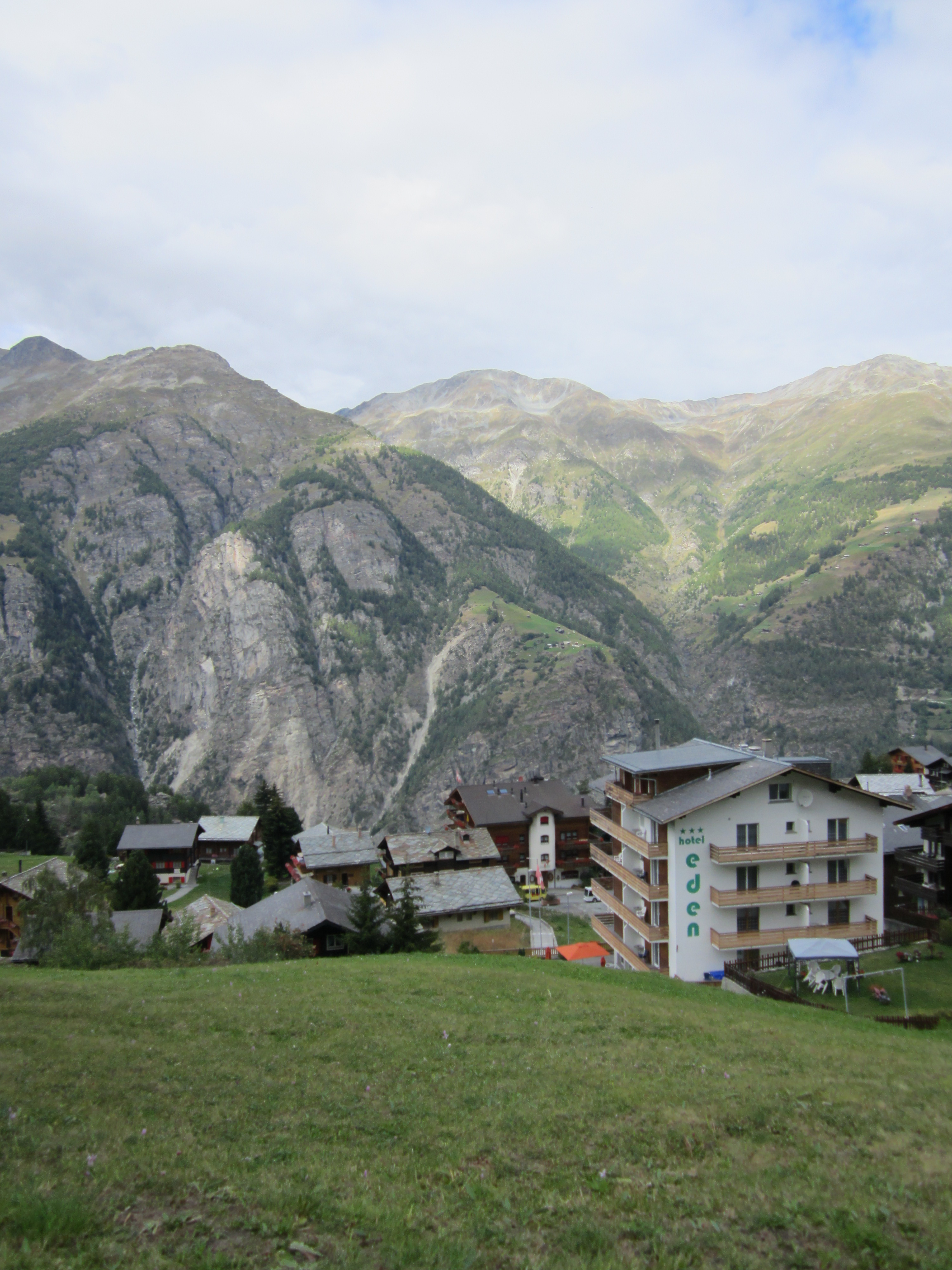
Grächen
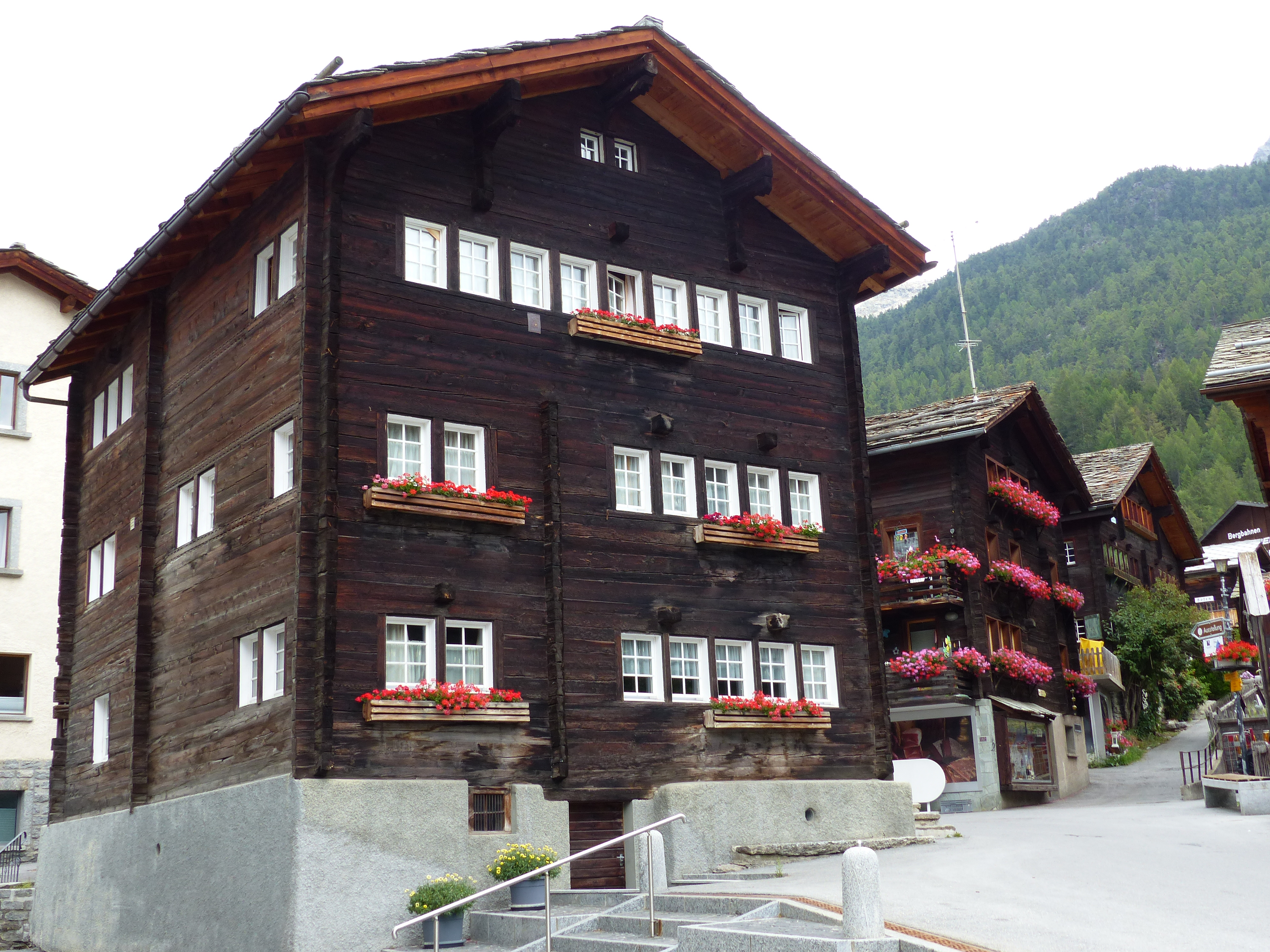
Walliser Holzhäuser
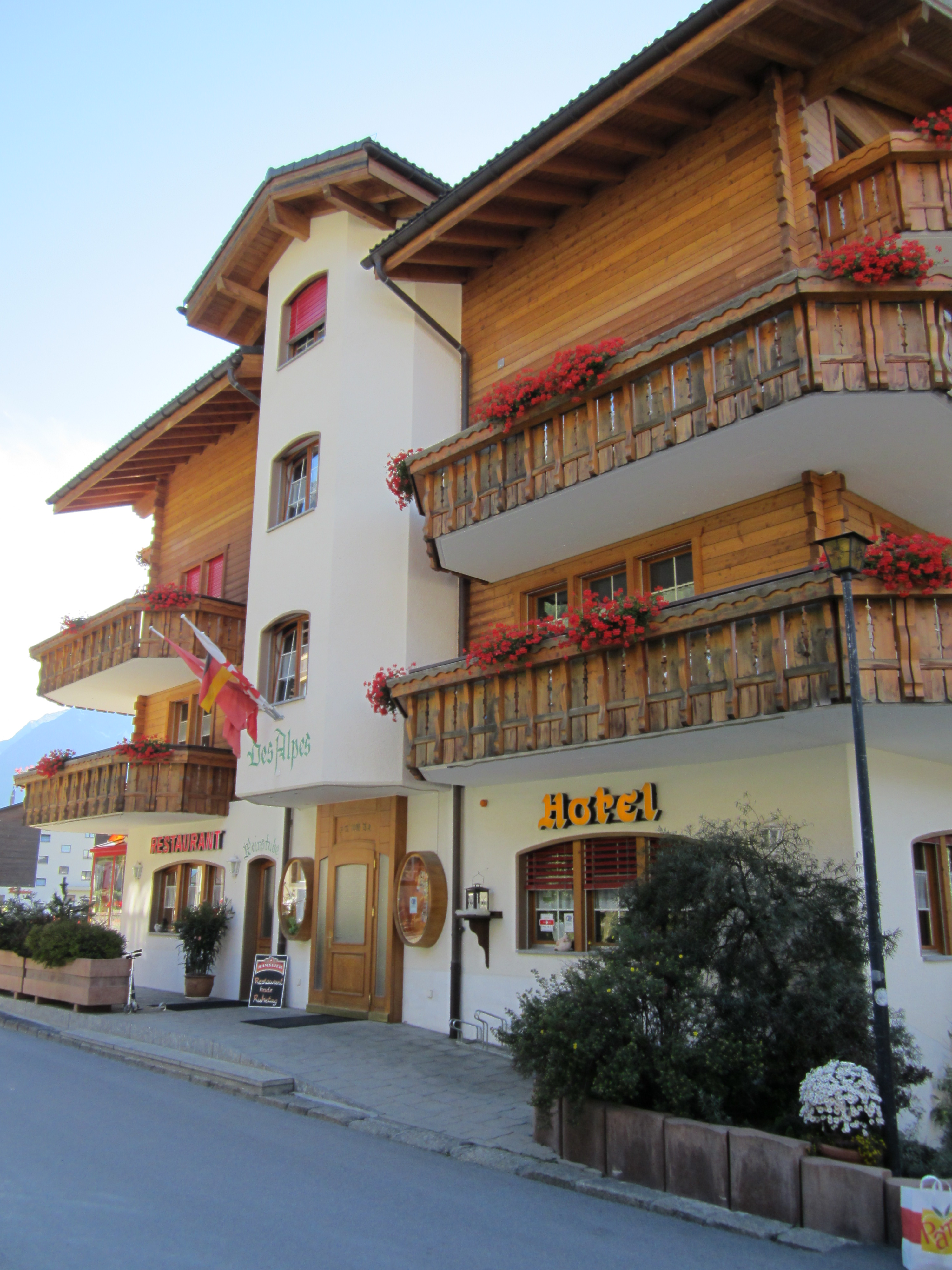
Hotel des Alpes